# 산피에로
산피에로는 그랜드 세프트 오토: 산 안드레아스에 등장하는 가상의 도시이다. 전체 맵으로 보면 서부 지역에 해당한다. 이 도시는 샌프란시스코를 모티브로 삼았다. CJ는 템페니에게 잡혀간 뒤, 한 마을에 버려진 다음 도시로 이동한 다음, 미션을 클리어 하다가, 라스벤츄라로 넘어가게 된다. 산피에로의 도시면적은 비교적 작으나, 농촌 면적은 넓다. 고속도로를 통해 라스벤츄라, 로스산토스로 이동할 수 있다. 도시 곳곳엔 언덕이 많으며, 전차가 운행된다.